# Andrea Gori
Andrea Gori (Lodi, 3 dicembre 2001) è un hockeista su pista italiano, fratello minore di Mattia Gori.

## Carriera
Cresciuto nel settore giovanile dell'Amatori Lodi, principale sodalizio rotellistico della sua città natale, nella stagione 2020-2021 contribuì al double realizzato dai giallorossi. Nel gennaio 2022 si trasferì all'Azzurra Novara, compagine di Serie A2 dove restò fino al 2023.

## Palmarès
- Campionato italiano: 1

Amatori Lodi: 2020-2021
- Coppa Italia: 1

Amatori Lodi: 2020-2021